# Храповицкий, Вадим Григорьевич
Вади́м Григо́рьевич Храпови́цкий (4 августа 1935, Ленинград — 7 марта 2025) — советский футболист, нападающий. Мастер спорта.
Начал заниматься футболом в ленинградском «Динамо». Когда команду расформировали, перешёл в 1954 году в «Трудовые резервы», за 3 года провёл только один матч и хотел закончить с футболом. Но поехал в Петрозаводск и в составе Карельской АССР выступил на I Спартакиаде народов СССР. В 1957 году вместе с Фридрихом Марютиным перешёл в только что созданную команду класса «Б» «Авангард». В том же году перешёл в «Зенит»: команде предстояло играть товарищеский матч с бразильским клубом «Баия», и из-за большого количества травмированных Храповицкого вызвали в «Зенит». В том матче он забил два мяча и позже дал согласие на переход. За «Зенит» играл до 1964 года. Провёл в чемпионате за команду 138 матчей, забил 36 мячей.
В 1965—1967 годах играл в классе «Б» за «Шахтёр» Караганда, где, как утверждал, заработал больше, чем в «Зените» за всё время выступлений.
После окончания карьеры игрока работал тренером в «Зените» и клубной команде «ЛОМО». Был народным заседателем Калининского районного суда от ЛОМО. Награждён медалью «Ветеран труда», грамотой Российского футбольного союза (1997).
Сборная
В составе сборной СССР — победитель Международного турнира III дружеских игр молодёжи и студентов. Сыграл три матча и забил три гола.